# Dolmen de Argalo
Le dolmen de Argalo (aussi connu sous le nom de Cova da Moura de Argalo) est un dolmen situé dans la commune de Noia, dans la province de La Corogne, en Galice.

## Description
Ce site mégalithique, datant de 3000 av. J.-C., comporte sept grands orthostates, d'une hauteur comprise entre deux et deux mètres et demi, formant la chambre funéraire circulaire. Au-dessus d'eux se trouvait une grande dalle de couverture de plus de trois mètres et demi de diamètre. Cette grande pierre ne se trouve plus sur le dolmen, ayant disparu au début du XXe siècle. Il reste quelques vestiges de ce qui était le couloir d'accès à la chambre, à travers deux dalles encore en place orientées vers l'est.
Il a été déclaré Bien d'intérêt culturel en 2011.

## Galerie

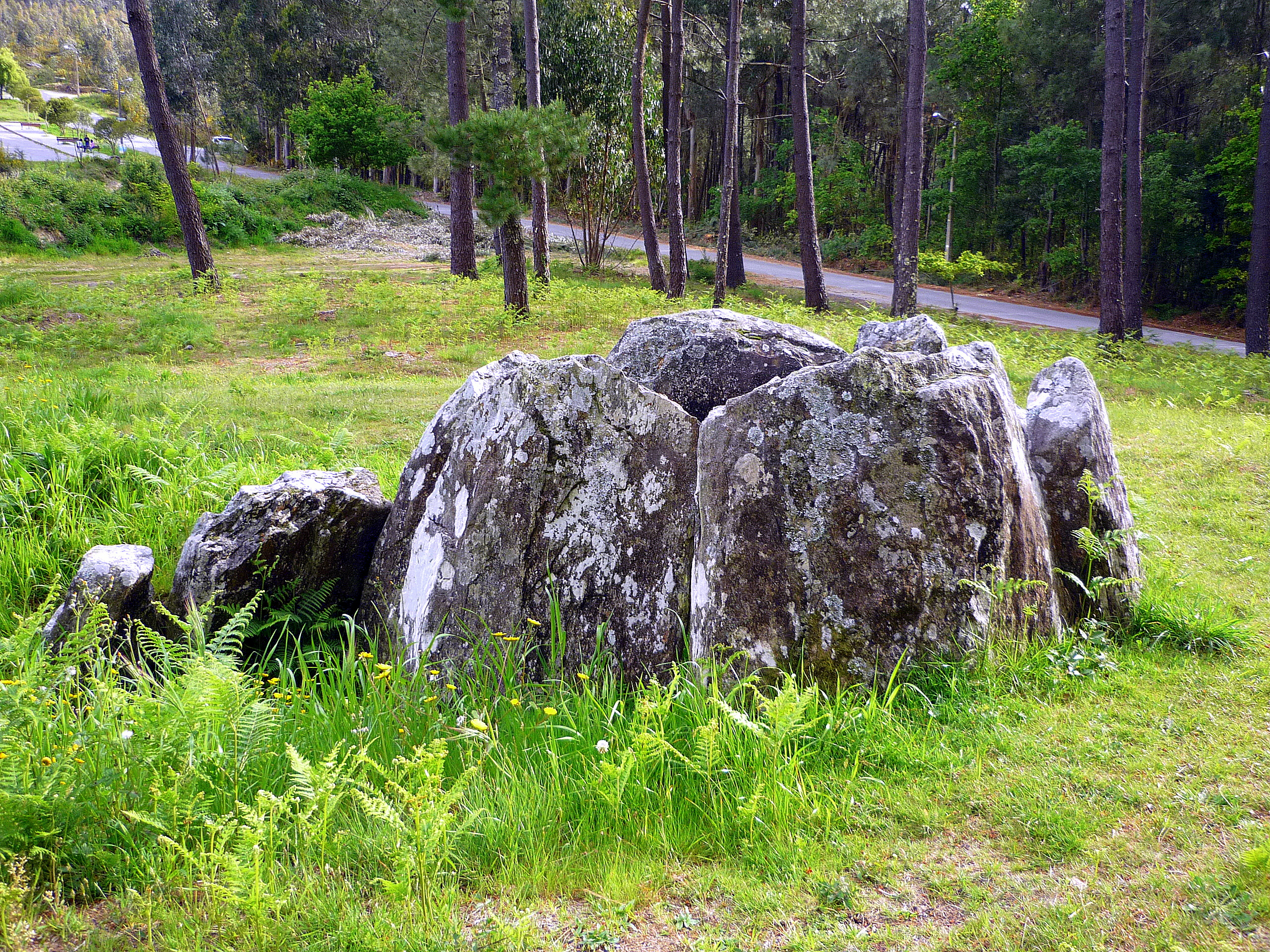
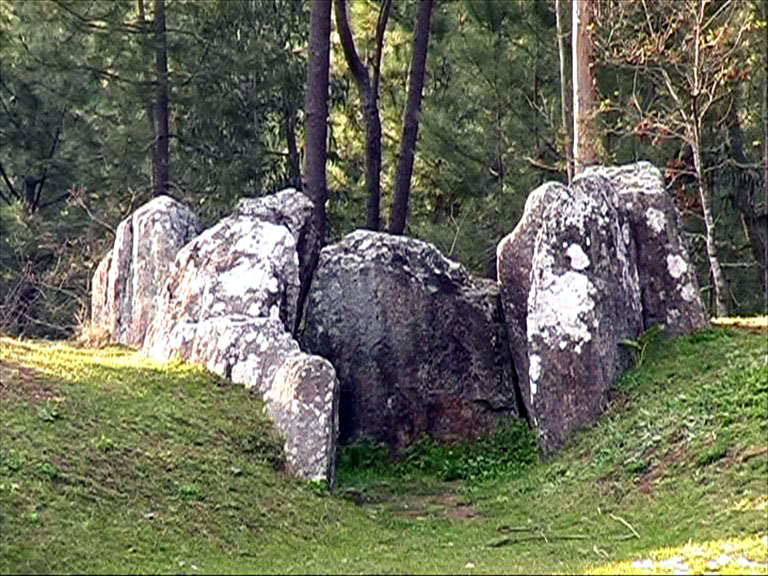

### Liens connexes
- Liste des sites mégalithiques en Galice